# Hirzberg (massif du Dachstein)
Pour l’article homonyme, voir Hirzberg.
Le Hirzberg est un sommet d'Autriche culminant à 2 051 mètres d'altitude.

## Géographie
Il est situé dans le district de Liezen et dans l'État fédéral de Styrie, dans la partie centrale du pays.
La zone autour de Hirzberg est presque entièrement couverte de forêts mixtes.